# Caterham F1
Caterham F1 Team – malezyjski zespół i konstruktor Formuły 1 stworzony przez Tony'ego Fernandesa w 2011 roku jako kontynuator zespołu Lotus Racing (później Team Lotus), który był reaktywacją dawnego Team Lotus z lat 1954–1995. Caterham F1 Team zadebiutował w Formule 1 w 2012 roku. W 2015 roku zespół nie wystartował z powodu problemów finansowych.

## Historia

### Spór o nazwę Lotus
W 2010 roku zadebiutował zespół Lotus Racing, który reaktywował starty dawnego zespołu Team Lotus z lat 1954–1995. W 2011 roku zespół zmienił nazwę na Team Lotus.
Grupa Lotus wszczęła postępowanie prawne przeciwko Lotus Racing utrzymując, że Tony Fernandes nie jest uprawniony do używania nazwy Lotus, ponieważ David Hunt nigdy nie miał prawa do sprzedaży praw.
27 września Proton wydał oświadczenie, w którym napisał, że Grupa Lotus posiada wszelkie prawa do nazwy Lotus w sektorze motoryzacyjnym (w tym w Formule 1), a Fernandes nie ma praw, by używać nazwy marki w sezonie 2011. Fernandes odpowiedział, że w celu rozstrzygnięcia sporu skieruje do londyńskiego Sądu Najwyższego zapytanie w sprawie dopuszczalności używania nazwy Team Lotus.
8 grudnia Grupa Lotus oświadczyła, że zakupiła udziały w zespole Renault F1 i została tytularnym sponsorem zespołu, zmieniając jego nazwę na "Lotus Renault GP". Stworzyło to bezprecedensową sytuację, kiedy to w stawce znalazły się dwa zespoły (Lotus) korzystające z tych samych silników (Renault). Niemniej jednak w 2011 roku oficjalnie konstruktorem dostarczającym nadwozia zespołowi Lotus Renault GP było Renault, stąd też statystyki nadal liczone są Renault. Ponadto Grupa Lotus ogłosiła, że będzie używać czarno-złotego malowania nawiązującego do malowania stosowanego w latach 70. i 80. w Team Lotus, kiedy to sponsorem zespołu była firma John Player Special. Jednakże Tony Fernandes wcześniej ogłosił, że będzie używać podobnego malowania, natomiast 11 grudnia przyznał, że byłoby czymś niedorzecznym używać takich samych barw jak Lotus Renault GP i pozostał przy malowaniu zielono-żółtym.
3 listopada 2011 roku Komisja Formuły 1 zgodziła się na to, by w sezonie 2012 Team Lotus startował jako Team Caterham, a Lotus Renault GP jako Lotus F1 Team.
W połowie lutego, zwolniono Jarno Trulliego ze stanowiska kierowcy wyścigowego. Jego miejsce zajął były kierowca Lotus Renault GP – Witalij Pietrow.

### Bolid CT01

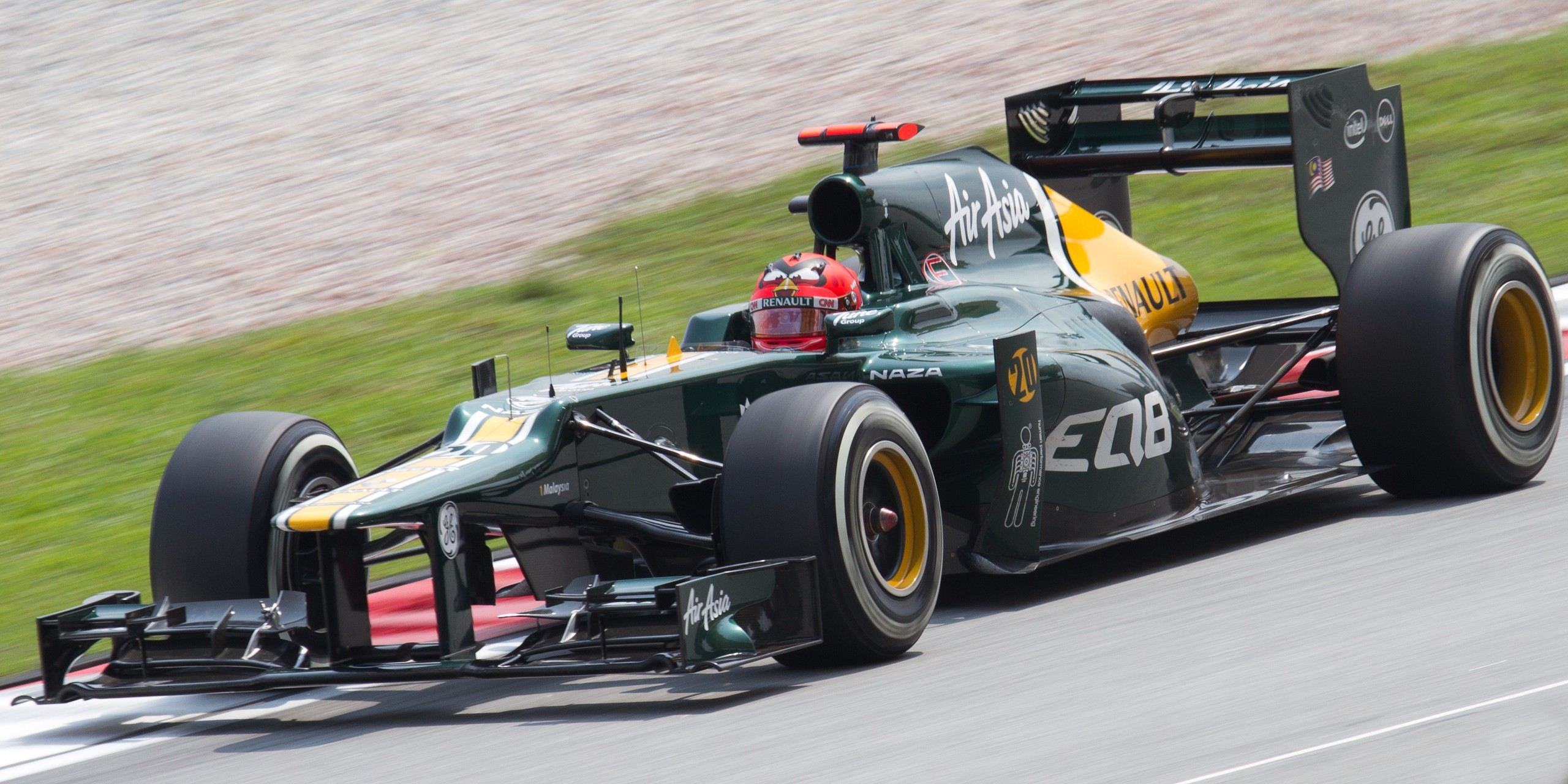
Heikki Kovalainen podczas Grand Prix Malezji 2012

25 stycznia 2012 roku Caterham jako pierwszy zespół w sezonie 2012 zaprezentował swój bolid. Nowy bolid nazwano CT01. W tym sezonie zespół również nie zdobył punktów a najlepszym miejscem było miejsce 11 w GP Brazylii zdobyte przez Witalija Petrova. Zespół był bliski zdobycia pierwszych punktów w GP Europy ale obaj kierowcy mieli kolizje z bolidami Toro Rosso podczas prób ich wyprzedzenia. Zespół zajął 10. miejsce w klasyfikacji generalnej.

## Inne serie
W Serii GP2 oraz Azjatyckiej Serii GP2 wystawiany jest zespół Caterham Racing, który został utworzony w 2011 roku na podstawie zespołu Team AirAsia. W Formule Renault 3.5 natomiast w 2012 roku został utworzony zespół Arden Caterham Motorsport, jako porozumienie Arden International i Grupy Caterham.

## Wyniki w Formule 1
| Legenda oznaczeń w tabelach wyników Wyświetl szablon na nowej stronie | Legenda oznaczeń w tabelach wyników Wyświetl szablon na nowej stronie                                                                     |
| Oznaczenie                                                            | Wyjaśnienie |
| --------------------------------------------------------------------- | --- |
| Złoty                                                                 | Zwycięzca lub mistrzostwo |
| Srebrny                                                               | 2. miejsce lub wicemistrzostwo |
| Brązowy                                                               | 3. miejsce lub II wicemistrzostwo |
| Zielony                                                               | Ukończył, punktował (w klasyfikacji generalnej, gdy zdobył co najmniej jeden punkt na przestrzeni sezonu, poza trzema powyższymi opcjami) |
| Niebieski                                                             | Ukończył, nie punktował (w klasyfikacji generalnej, gdy nie zdobył co najmniej jednego punktu na przestrzeni sezonu)                      |
| Czerwony                                                              | Nie zakwalifikował się (NZ) |
| Czerwony                                                              | Nie prekwalifikował się (NPK) |
| Różowy                                                                | Nie ukończył (NU) |
| Różowy                                                                | Niesklasyfikowany (NS) (w klasyfikacji generalnej, gdy nie został sklasyfikowany w żadnym wyścigu sezonu)                                 |
| Czarny                                                                | Zdyskwalifikowany (DK) |
| Czarny                                                                | Wykluczony (WYK/EX) |
| Biały                                                                 | Nie wystartował (NW) |
| Biały                                                                 | Kontuzjowany (K/INJ) |
| Biały                                                                 | Wyścig odwołany (OD/C) |
| Bez koloru                                                            | Został wycofany (WYC/WD) |
| Bez koloru                                                            | Nie przybył (NP/DNA) |
| Bez koloru                                                            | Nie brał udziału w treningach (NT/DNP) |
| Bez koloru                                                            | Nie został zgłoszony (–) |
| Pogrubienie                                                           | Start z pole position |
| Kursywa                                                               | Najszybsze okrążenie wyścigu |
| †                                                                     | Nie ukończył, ale jego rezultat został zaliczony ze względu na przejechanie więcej niż 90% dystansu wyścigu.                              |
| *                                                                     | Sezon w trakcie |
| 1/2/3                                                                 | Punktowana pozycja w sprincie |
| Lista systemów punktacji Formuły 1                                    | |

| Sezon | Zespół           | Kierowcy            | Wyniki w poszczególnych eliminacjach | Wyniki w poszczególnych eliminacjach | Wyniki w poszczególnych eliminacjach | Wyniki w poszczególnych eliminacjach | Wyniki w poszczególnych eliminacjach | Wyniki w poszczególnych eliminacjach | Wyniki w poszczególnych eliminacjach | Wyniki w poszczególnych eliminacjach | Wyniki w poszczególnych eliminacjach | Wyniki w poszczególnych eliminacjach | Wyniki w poszczególnych eliminacjach | Wyniki w poszczególnych eliminacjach | Wyniki w poszczególnych eliminacjach | Wyniki w poszczególnych eliminacjach | Wyniki w poszczególnych eliminacjach | Wyniki w poszczególnych eliminacjach | Wyniki w poszczególnych eliminacjach | Wyniki w poszczególnych eliminacjach | Wyniki w poszczególnych eliminacjach | Wyniki w poszczególnych eliminacjach | Wyniki kierowców | Wyniki kierowców | Wyniki konstruktora | Wyniki konstruktora |
| 2012  |                  |                     | Australia                            | Malezja                              |                                      | Bahrajn                              | Hiszpania                            | Monako                               | Kanada                               | Unia Europejska                      | Wielka Brytania                      | Niemcy                               | Węgry                                | Belgia                               | Włochy                               | Singapur                             | Japonia                              | Korea Południowa                     | Indie                                |                                      | Stany Zjednoczone                    | Brazylia                             | Pkt.             | Msc.             | Pkt.                | Msc.                |
| ----- | ---------------- | ------------------- | ------------------------------------ | ------------------------------------ | ------------------------------------ | ------------------------------------ | ------------------------------------ | ------------------------------------ | ------------------------------------ | ------------------------------------ | ------------------------------------ | ------------------------------------ | ------------------------------------ | ------------------------------------ | ------------------------------------ | ------------------------------------ | ------------------------------------ | ------------------------------------ | ------------------------------------ | ------------------------------------ | ------------------------------------ | ------------------------------------ | ---------------- | ---------------- | ------------------- | ------------------- |
| 2012  | Caterham F1 Team | Heikki Kovalainen   | NU                                   | 18                                   | 23                                   | 17                                   | 16                                   | 13                                   | 18                                   | 14                                   | 17                                   | 19                                   | 17                                   | 17                                   | 14                                   | 15                                   | 15                                   | 17                                   | 18                                   | 13                                   | 18                                   | 14                                   | 0                | 22               | 0                   | 10                  |
| 2012  | Caterham F1 Team | Witalij Pietrow     | NU                                   | 16                                   | 18                                   | 16                                   | 17                                   | NU                                   | 19                                   | 13                                   | NW                                   | 16                                   | 19                                   | 14                                   | 15                                   | 19                                   | 17                                   | 16                                   | 17                                   | 16                                   | 17                                   | 11                                   | 0                | 19               | 0                   | 10                  |
| 2013  |                  |                     | Australia                            | Malezja                              |                                      | Bahrajn                              | Hiszpania                            | Monako                               | Kanada                               | Wielka Brytania                      | Niemcy                               | Węgry                                | Belgia                               | Włochy                               | Singapur                             | Korea Południowa                     | Japonia                              | Indie                                |                                      | Stany Zjednoczone                    | Brazylia                             |                                      | Pkt.             | Msc.             | Pkt.                | Msc.                |
| 2013  | Caterham F1 Team | Charles Pic         | 16                                   | 14                                   | 16                                   | 17                                   | 17                                   | NU                                   | 18                                   | 15                                   | 17                                   | 15                                   | NU                                   | 17                                   | 19                                   | 14                                   | 18                                   | NU                                   | 19                                   | 20                                   | NU                                   |                                      | 0                | 20               | 0                   | 11                  |
| 2013  | Caterham F1 Team | Giedo van der Garde | 18                                   | 15                                   | 18                                   | 21                                   | NU                                   | 15                                   | NU                                   | 18                                   | 18                                   | 14                                   | 16                                   | 18                                   | 16                                   | 15                                   | NU                                   | NU                                   | 18                                   | 19                                   | 18                                   |                                      | 0                | 22               | 0                   | 11                  |
| 2014  |                  |                     | Australia                            | Malezja                              | Bahrajn                              |                                      | Hiszpania                            | Monako                               | Kanada                               | Austria                              | Wielka Brytania                      | Niemcy                               | Węgry                                | Belgia                               | Włochy                               | Singapur                             | Japonia                              | Rosja                                | Stany Zjednoczone                    | Brazylia                             |                                      |                                      | Pkt.             | Msc.             | Pkt.                | Msc.                |
| 2014  | Caterham F1 Team | Marcus Ericsson     | NU                                   | 14                                   | NU                                   | 20                                   | 20                                   | 11                                   | NU                                   | 18                                   | NU                                   | 18                                   | NU                                   | 17                                   | 19                                   | 15                                   | 17                                   | 19                                   | -                                    | -                                    | -                                    |                                      | 0                | 18               | 0                   | 11                  |
| 2014  | Caterham F1 Team | Will Stevens        | -                                    | -                                    | -                                    | -                                    | -                                    | -                                    | -                                    | -                                    | -                                    | -                                    | -                                    | -                                    | -                                    | -                                    | -                                    | -                                    | -                                    | -                                    | 17                                   |                                      | 0                | 23               | 0                   | 11                  |
| 2014  | Caterham F1 Team | Kamui Kobayashi     | NU                                   | 13                                   | 15                                   | 18                                   | NU                                   | 13                                   | NU                                   | 16                                   | 15                                   | 16                                   | NU                                   | -                                    | 17                                   | NW                                   | 19                                   | NU                                   | -                                    | -                                    | NU                                   |                                      | 0                | 22               | 0                   | 11                  |
| 2014  | Caterham F1 Team | André Lotterer      | -                                    | -                                    | -                                    | -                                    | -                                    | -                                    | -                                    | -                                    | -                                    | -                                    | -                                    | NU                                   | -                                    | -                                    | -                                    | -                                    | -                                    | -                                    | -                                    |                                      | 0                | NS               | 0                   | 11                  |

## Kierowcy
Źródło: ChicaneF1
|     | Kierowca            | Sezony | Starty | PP | Wygrane | MŚ | Zespół    |
| --- | ------------------- | ------ | ------ | -- | ------- | -- | --------- |
| FIN | Heikki Kovalainen   | 2012   | 20     | 0  | 0       |    | fabryczny |
| RUS | Witalij Pietrow     | 2012   | 19     | 0  | 0       |    | fabryczny |
| FRA | Charles Pic         | 2013   | 19     | 0  | 0       |    | fabryczny |
| NLD | Giedo van der Garde | 2013   | 19     | 0  | 0       |    | fabryczny |
| SWE | Marcus Ericsson     | 2014   | 16     | 0  | 0       |    | fabryczny |
| JPN | Kamui Kobayashi     | 2014   | 15     | 0  | 0       |    | fabryczny |
| DEU | André Lotterer      | 2014   | 1      | 0  | 0       |    | fabryczny |
| GBR | Will Stevens        | 2014   | 1      | 0  | 0       |    | fabryczny |

## Informacje techniczne
Źródło: StatsF1
| Sezon | Zespół           | Podwozie      | Silnik (Typ)                    | Opony   |
| ----- | ---------------- | ------------- | ------------------------------- | ------- |
| 2012  | Caterham F1 Team | Caterham CT01 | Renault RS27-2012 2,4l V8       | Pirelli |
| 2013  | Caterham F1 Team | Caterham CT03 | Renault RS27-2013 2,4l V8       | Pirelli |
| 2014  | Caterham F1 Team | Caterham CT05 | Renault Energy F1-2014 1,6l V6T | Pirelli |
| Razem | 1                | 3             | 3                               | 1       |
| Sezon | Zespół           | Podwozie      | Silnik (Typ)                    | Opony   |